# تاريخ غزة (كتاب)
تاريخ غزة كتاب ألّفه المؤرخ الفلسطيني عارف العارف، يتناول فيه تاريخ غزة التي هي من أقدم المدن التي عرفها التاريخ، موثقًا تاريخها بالتسلسل الزماني، من بداية الحكم العثماني حتى الانتداب البريطاني، صُدِرَ الكتاب لأول مرة عن عن مطبعة دار الأيتام في القدس عام 1943.
يتألف الكتاب من 356 صفحة، يشرح عن موقع المدينة، وأسمائها التاريخية المختلفة، وعن بناة غزة الأولين، والشعوب التي سكنتها منذ القدم، والعصور التاريخية التي مرت عليها، والدول التي حكمتها حتى الفتح الإسلامي، وأوضاع غزة في العصور الإسلامية المختلفة، ثم ينتقل بالحديث عن غزة حديثًا حتى عام 1943، ويخصص في هذا الفصل الحديث عن أهل غزة، وطباعهم، وأخلاقهم، وملابسهم، وأعيادهم، ومواسمهم، وعن أحوال غزة الاقتصادية، والاجتماعية، والثقافية.

## وصلات خارجية
تحميل وقراءة الكتاب